# تاكوما كوك
تاكوما كوگَ (باليابانية: 古賀 琢磨) (30 أبريل 1969 في شيزوكا في اليابان – )؛ هو لاعب كرة قدم ياباني سابق كان يلعب كمدافع.

## وصلات خارجية
- تاكوما كوك على موقع رابطة كرة القدم اليابانية للمحترفين (اليابانية)
- تاكوما كوك على موقع قاعدة بيانات كرة القدم.إي يو (الإنجليزية)
- تاكوما كوك على موقع عالم كرة القدم.نت (الإنجليزية)